# Sankt Eriks kapell, Kungsholmen
Sankt Eriks kapell är en kyrkobyggnad i Grubbensparken i Sankt Eriksområdet på nordöstra Kungsholmen i Stockholm. Kapellet tillhör Västermalms församling i Stockholms stift. Kapellet byggdes 1911–1913 som ett begravningskapell till Stockholms stads allmänna försörjningsinrättning (Grubbens), senare Sankt Eriks sjukhus. Det ritades av arkitekten Albin Patrik Selling och invigdes 1913. Selling ritade i övrigt några bostadshus i Stockholm kring sekelskiftet 1900.
Kapellet är ett kyrkligt kulturminne.

## Historia
Kapellet ersatte vid sin tillkomst 1913 en tidigare kyrkflygel i försörjningsinrättningen. Det låg ursprungligen vid Agnegatans norra ände, strax väster om det nuvarande Trygg-Hansa-huset. I början av 1970-talet revs några av byggnaderna på sjukhusområdet, och planer fanns att riva även kapellet. Den dåvarande kyrkoherden Carl-Magnus Magnuson engagerade sig för kapellets bevarande, och 1973 gav Stockholms läns landsting kapellet till Kungsholms församling i gåva. Det restaurerades under ledning av arkitekt Ulla Joneborg för att användas som vardagskyrka.
På 1990-talet rev man många av de gamla byggnaderna på sjukhusområdet och ersatte dem med moderna bostadshus, det så kallade Sankt Eriksområdet. I mitten av området byggdes två hästskoformade hus vända mot varandra, som bildade Grubbensparken. Kapellet flyttades 1994 några hundra meter västerut till mitten av parken. Det var första gången man flyttade en tegelbyggnad utan att först riva den.

## Exteriör
Kapellet ligger i Grubbensparken, en oval gräsmattebevuxen park med bostadshus runt om. Det är litet och rektangulärt, byggt i tegel och gulputsat. I nordväst finns en absidformad utbyggnad, och huvudentrén ligger i sydost.

## Interiör
Över altaret hänger en abstrakt altartavla i olika blå nyanser, utförd av Harriet Ebeling. Vid sidan om detta hänger två ikonmålningar, som minner om att stadens bulgarisk-ortodoxa församling också använder kapellet.